# Centrale nucleare di Yangjiang
La centrale nucleare di Yangjiang è una centrale nucleare cinese situata presso Yangjiang, nel quartiere Dongping, nella provincia del Guangdong. La centrale è composta da 6 reattori CPR da 1000 MW ognuno; al momento della sua costruzione, è stato il più grande cantiere nucleare nel mondo. L'impianto ha iniziato l'attività commerciale nel marzo 2014 e dal 2019 è la più grande centrale nucleare della Cina.

## Storia
Il sito di Yangjiang fu scelto per lo sviluppo nucleare nel 1988. Il progetto fu approvato nel 2004.
Originariamente l'impianto doveva essere uno dei primi in Cina a ospitare reattori di terza generazione, in particolare i reattori AP1000. Nel 2007, tuttavia, i piani furono rivisti e si passò dal progetto AP1000 al progetto EPR. Più tardi, nel 2007, i piani furono nuovamente rivisti, con i progetti EPR da realizzare a Taishan, e il progetto consolidato del reattore CPR-1000 (già utilizzato a Ling Ao) selezionato per Yangjiang.
Il terreno per l'impianto fu aperto nel febbraio 2008; il primo calcestruzzo per la prima unità fu gettato il 16 dicembre 2008. La costruzione della quarta unità doveva iniziare nel marzo 2011, ma venne ritardata dalla revisione della sicurezza della Cina in reazione alla catastrofe nucleare di Fukushima; il primo calcestruzzo fu gettato nel novembre 2012. La sesta unità iniziò l'attività commerciale nel luglio 2019.

## Sviluppo interno
Il CPR-1000 è un progetto PWR sviluppato dalla Cina a partire dai PWR progettati da Areva presso la centrale nucleare di Daya Bay. Yangjiang segna un passo avanti nello sviluppo dell'industria nucleare nazionale cinese. Shu Guogang, direttore generale del China Guangdong Nuclear Power Project, ha dichiarato: "Abbiamo costruito il 55% della fase 2 di Ling Ao, il 70% di Hongyanhe, l'80% di Ningde e il 90% della stazione di Yangjiang".

## Il reattore ACPR-1000
Yangjiang 5 è la prima costruzione di un reattore ACPR-1000, iniziata nel settembre 2013.  Questo design è un'evoluzione al livello di terza generazione del CPR-1000 e include un raccoglitore di nucleo e un doppio contenimento come misure di sicurezza aggiuntive. Yangjiang 5 è stato il primo reattore cinese ad avere un sistema di controllo digitale sviluppato internamente.